# Diozel Pérez
Diozel Pérez Vergara (Provincia de Cautín, 26 de noviembre de 1932-Santiago, 1 de enero de 2012) fue un periodista autodidacta chileno, conocido por ser el director y fundador del diario La Cuarta.

## Biografía
Hijo de un trabajador ferroviario y de una profesora de educación básica, Diozel Pérez fue criado en la provincia de Cautín y en Concepción. A los 15 años, mandó una carta al diario local La Patria, comentando un partido de hockey, que estaba tan bien escrita que le ofrecieron ser columnista de deportes del periódico. Luego trabajó en el diario penquista Crónica, para posteriormente ejercer en los diarios santiaguinos Clarín y La Prensa de Santiago, cercanos a la Unidad Popular y a la Democracia Cristiana, respectivamente.
Dejó la jefatura de Crónica de La Tercera para fundar el diario La Cuarta el martes 13 de noviembre de 1984, orientado a un público que para entonces no se identificaba con ninguna de las publicaciones de la prensa local. La Cuarta autodenominado como "El diario popular", en poco tiempo irrumpió en el mercado gracias al estilo pícaro y con lenguaje sencillo con que se redactaba. Pérez se mantuvo como director del diario hasta 2009, cuando se alejó de La Cuarta por problemas de salud. Falleció víctima de un infarto el 1 de enero de 2012. 
Tuvo tres hijos: Marcelo Diozel Pérez, Marcela Pérez L. y Gabriel Antonio Pérez L. 
Era un ferviente animalista: en su parcela en Lo Cañas llegó a tener 40 perros recogidos de la calle y 9 gatas a las que esterilizaba.